# Piz dal Sasc
Piz dal Sasc är en bergstopp i Schweiz.   Den ligger i regionen Maloja och kantonen Graubünden, i den sydöstra delen av landet, 180 km öster om huvudstaden Bern. Toppen på Piz dal Sasc är 2 720 meter över havet, eller 58 meter över den omgivande terrängen. Bredden vid basen är 0,58 km.
Terrängen runt Piz dal Sasc är bergig åt sydost, men åt nordväst är den kuperad. Runt Piz dal Sasc är det glesbefolkat, med 13 invånare per kvadratkilometer.. Närmaste större samhälle är St. Moritz, 17,0 km nordost om Piz dal Sasc. 
Trakten runt Piz dal Sasc består i huvudsak av gräsmarker.